# Čabiny
Čabiny (in tedesco Tschebin, in ungherese Csebény, in ruteno Čabyny) è un comune della Slovacchia facente parte del distretto di Medzilaborce, nella regione di Prešov.
Il comune di Čabiny venne istituito nel 1964 tramite l'unione dei due preesistenti comuni di Vyšné Čabiny e Nižné Čabiny. 
I due villaggi sono citati per la prima volta nel 1478 con il nome di Chebinye quale possedimento della Signoria di Humenné. Successivamente passarono ai conti Barkóczy, agli Andrássy, ai Szyrmay, e, nel XX secolo, ai Radziwiłł, nobili di origine polacca.